# Bowdon (Dakota Północna)
Bowdon – miasto w Stanach Zjednoczonych, w stanie Dakota Północna, w hrabstwie Wells.